# Accidente ferroviario de Villa Soldati de 1962
El accidente ferroviario de Villa Soldati de 1962 fue una colisión se produjo entre una formación de pasajeros del FCGB (Línea Belgrano Sur) y un colectivo escolar. Ocurrió en el paso a nivel de la Avenida Lacarra, provocando la muerte de 42 pasajeros y 83 heridos.

## Hechos
El accidente ocurrió una mañana de mucha niebla sobre el paso a nivel de la avenida Lacarra, en lo que hoy es Autopista Cámpora, a la altura de la estación Pte. Illia de la Línea Belgrano Sur, cuando un ómnibus escolar, alquilado por la municipalidad de Buenos Aires, se dirigía al instituto de recreación ubicado en el Parque Nicolás Avellaneda, fue embestido por un tren diesel del ferrocarril.
Por el fuerte impacto el ómnibus fue sumamente destrozado. Un centenar de ambulancias, con ayuda de bomberos y policía, ayudaron en las tareas de rescate de las víctimas.
El saldo trágico fue de 42 muertos y 83 heridos. Entre las víctimas fatales, la gran mayoría eran niños menores de 13 años. Tras la tragedia, fue detenido el guardabarreras, principal imputado por la catástrofe ya que había levantado la barrera para dar paso a un camión y al colectivo que fue colisionado. También detuvieron, pero luego fueron dados de libertad, al maquinista del tren y el foguista. El chofer del ómnibus también estaba entre los fallecidos.
En el cruce actualmente hay un monolito con varias placas recordando la tragedia.